# Yosef Kaplan

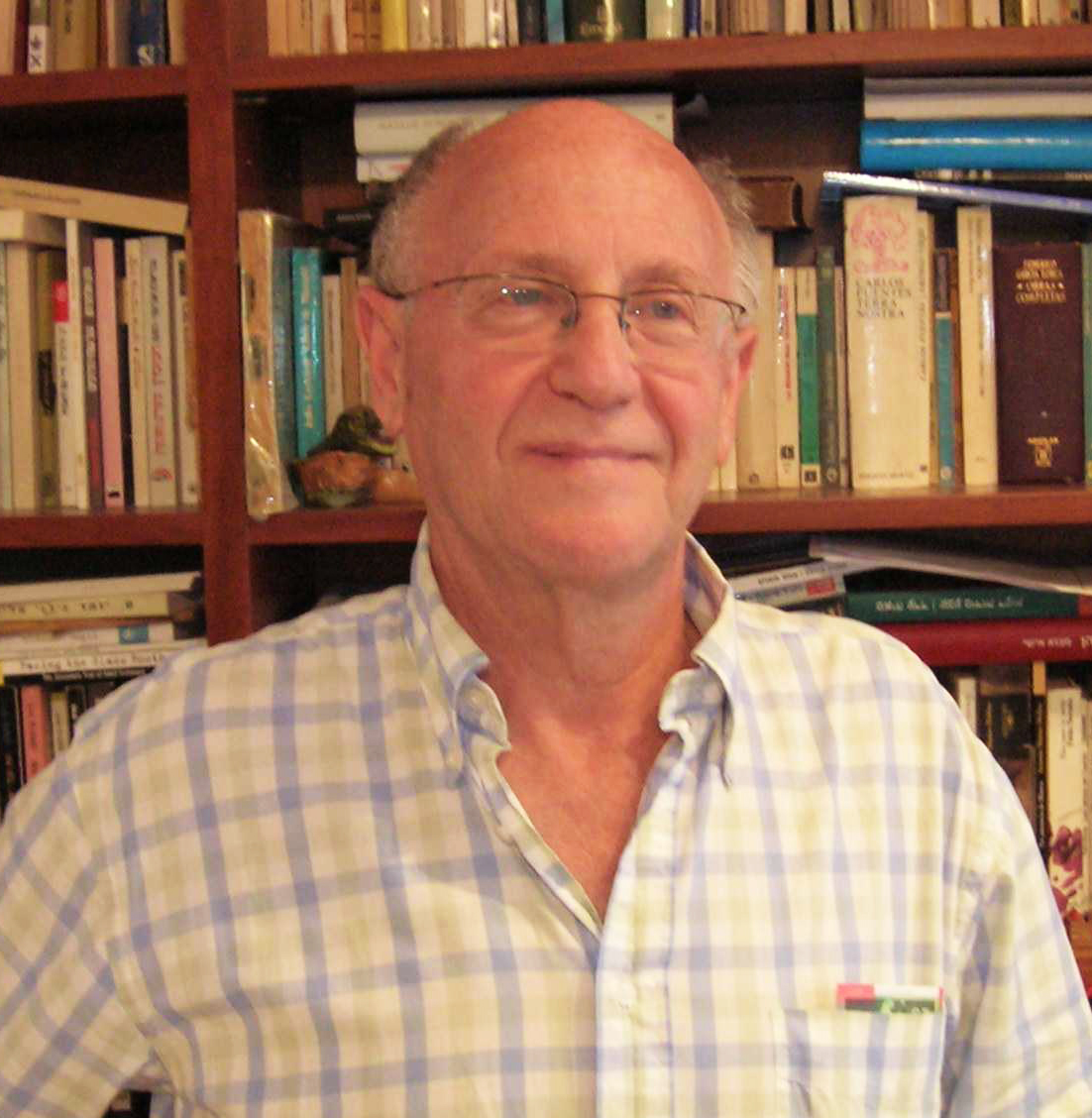

Yosef Kaplan (Hebreeuws: יוסף קפלן) (Buenos Aires, 28 januari 1944) is een Israëlische hoogleraar van Argentijnse afkomst in de geschiedenis van de Sefardische Joden aan de Hebreeuwse Universiteit van Jeruzalem.

## Biografie
Op 18-jarige leeftijd emigreerde Yosef Kaplan, alleen, van Argentinië naar Israël. Hij studeerde joodse geschiedenis en sociologie en promoveerde in 1979 op een studie van Isaac Orobio de Castro, een 17e-eeuwse jood, in Portugal geboren, een intellectueel, filosoof en geneesheer die als velen in zijn tijd weliswaar onder druk van de Inquisitie waren gedoopt maar die hun eigen geloof waren trouw gebleven - zgn. maranen. Later zou Orobio de Castro in Amsterdam zich openlijk tot het jodendom bekeren. Sinds 1992 is Kaplan hoogleraar in Jeruzalem. Zijn specialiteit is de intellectuele en sociale geschiedenis van het jodendom in West-Europa in de late middeleeuwen en de vroegmoderne tijd. Kaplan is verder voorzitter van de Academische Raad van het Centrum voor onderzoek naar de geschiedenis der Nederlandse Joden.
Kaplans studieprojecten brachten hem niet alleen naar Nederland maar naar talrijke andere landen in en buiten Europa, naar Princeton, Oxford, Yale, en elders waar sporen van de Spaanse en Portugese Sefardische diaspora te vinden zijn. Kaplan is niet alleen deskundige op het terrein van de gedwongen bekeringen van Joden op het Iberisch Schiereiland maar ook op het eerste begin van wat geldt als de Joodse Verlichting (Spinoza) in Europa. In 1991 deed Kaplan in Wassenaar onderzoek aan het Nederlands Instituut voor Avanced Studies in Humanities (NIAS).

## Privé
Yosef Kaplan, die vloeiend Hebreeuws, Spaans, Engels en Nederlands spreekt, is getrouwd met Leontine Veerman, de jongste dochter van wijlen ARP-prominent Antoon Veerman; zij hebben twee zonen en wonen in Jeruzalem.

## Werken (selectie)
- From Christianity to Judaism. The Story of Isaac Orobio de Castro, translated from the Hebrew by Professor R. Loewe, The Littman Library of Jewish Civilization, Oxford University Press, 1989, 531 pp.
- Les nouveaux juifs d’Amsterdam, éditions Chandeigne, Paris, 1999, 250 pp.
- An Alternative Path to Modernity. The Western Sephardi Diaspora in the Seventeenth Century. E.J. Brill, Leiden, 2000, ix + 309 pp.
- The Book of the Ymposta, 1622-1639. A Critical Edition of the Minutes Book of the Central Committee of the Three Jewish Portuguese Communities in Amsterdam. Introduction and Notes by Y. Kaplan (in press).
- The Portuguese Community of Amsterdam in the Seventeenth Century. Catalogue of the Exhibition to Mark the 300th Anniversary of the Inauguration of the Portuguese Synagogue in Amsterdam, Jewish National and University Library, Jerusalem, 1975, 74 +68 pp. (Hebrew and English).
- Moral Panic in the Eighteenth Century Sephardi Community of Amsterdam: The Threat of Eros’, in Dutch Jewry: Its History and Secular Culture (1500-2000), edited by J. Israel and R. Salverda, E. J. Brill, Leiden, 2002, pp. 103-123.
- From Apostasy to Return to Judaism: The Portuguese Jews in Amsterdam, in BINAH, Volume 1, edited by J. Dan, Praeger, New York and London, 1989, pp. 99-117.
- The Curaçao and Amsterdam Portuguese Jewish Communities in the 17th and 18th Centuries, American Jewish History LXXII, No. 2 (1982), pp. 193-211.
- De Portugese Gemeente van Amsterdam in de zeventiende eeuw: Tussen traditie en verandering”, in Êxodo. Portugezen in Amsterdam: 1600-1680, edited by R. Kistemaker and T. Levie, De Bataafsche Leeuw, Amsterdam, 1987, pp. 42-55.
- Een alternatieve weg naar de moderne tijd: De Westerse Sephardim in het prille Moderne Europa, Ter Herkenning 20 (1992), pp. 186-206.
- De joden in de republiek tot omstreeks 1750. Religieus cultureel en sociaal leven, in Geschiedenis van de joden in Nederland, ed. by J.C.H. Blom en anderen, Balans, Amsterdam, 1995, pp. 129-173, 413-419, 452-460.